# Viehstraße (Mönchengladbach)
Viehstraße ist ein ehemaliger Weiler und eine Honschaft (Ortsteil) des Stadtteils Rheindahlen-Land im Stadtbezirk West (bis 22. Oktober 2009 Rheindahlen) in Mönchengladbach mit 30 Einwohnern.

## Geschichte
Der Biesenhof, eines der derzeitigen acht Gebäude des Ortes ist als „Beysinhof“ bereits 1330 in einer Karte als Lehensgut des Kölner Domkapitels vermerkt. Im Jahr 1660 hatten die Lehen des Stiftes St. Maria im Kapitol zusammen mit Merreter, Sittard und Kothausen insgesamt 120 Hektar Land (378 Morgen). Der gesamte Ort zählt als Bodendenkmal.